# Copa do Mundo de Basquetebol 3x3
A Copa do Mundo de Basquetebol 3x3 é o torneio principal para a modalidade basquetebol 3x3 organizado pela FIBA. A estreia do torneio então chamado de Campeonato Mundial de Basquetebol 3x3 foi realizada em agosto de 2012 em Atenas, Grécia. Os atuais campeões são a Sérvia no torneio masculino e a França no feminino.
Existem dois torneios, um para homens e outro para mulheres. Na primeira edição, houve um evento misto, onde cada equipe foi composta por dois homens e duas mulheres.
Cada equipe tem 4 jogadores (3 na quadra e 1 no banco). A partida é disputada em meia quadra e todas as regras se aplicam. A cada nova posse é necessário sair da linha de 3 pontos e o tempo de posse é de 12 segundos. O Basquetebol 3x3 recebeu status olímpico em 2017 e esteve no programa olímpico em Tóquio 2020, distribuindo 2 medalhas de ouro, 1 para os homens e 1 para as mulheres.

## Histórico

### Torneio Masculino
| Ano           | Sede      |                | Final  | Final          | Final     |        | Disputa de 3º Lugar | Disputa de 3º Lugar | Disputa de 3º Lugar |
| Ano           | Sede      | Campeão        | Placar | Vice           | 3º Lugar  | Placar | 4º Lugar            |                     |                     |
| ------------- | --------- | -------------- | ------ | -------------- | --------- | ------ | ------------------- | ------------------- | ------------------- |
| 2012 Detalhes | Atenas    | Sérvia         | 16–13  | França         | Ucrânia   | 19–18  | Israel              |                     |                     |
| 2014 Detalhes | Moscou    | Catar          | 18–13  | Sérvia         | Rússia    | 19–18  | Lituânia            |                     |                     |
| 2016 Detalhes | Guangzhou | Sérvia         | 21–16  | Estados Unidos | Eslovênia | 17–16  | Espanha             |                     |                     |
| 2017 Detalhes | Nantes    | Sérvia         | 21–18  | Países Baixos  | França    | 18–17  | Eslovênia           |                     |                     |
| 2018 Detalhes | Bocaue    | Sérvia         | 16–13  | Países Baixos  | Eslovênia | 21–16  | Polônia             |                     |                     |
| 2019 Detalhes | Amsterdam | Estados Unidos | 18–14  | Letônia        | Polônia   | 18–15  | Sérvia              |                     |                     |
| 2022 Detalhes | Antuérpia |                | Sérvia | 16–13          | França    |        | Ucrânia             | 19–18               | Israel              |

### Torneio feminino
| Ano           | Sede      |                | Final  | Final   | Final          |        | Disputa de 3º Lugar | Disputa de 3º Lugar | Disputa de 3º Lugar |
| Ano           | Sede      | Campeão        | Placar | Vice    | 3º Lugar       | Placar | 4º Lugar            |                     |                     |
| ------------- | --------- | -------------- | ------ | ------- | -------------- | ------ | ------------------- | ------------------- | ------------------- |
| 2012 Details  | Atenas    | Estados Unidos | 17–16  | França  | Austrália      | 18–17  | Ucrânia             |                     |                     |
| 2014 Details  | Moscou    | Estados Unidos | 15–8   | Rússia  | Bélgica        | 14–12  | Chéquia             |                     |                     |
| 2016 Details  | Guangzhou | Chéquia        | 21–11  | Ucrânia | Estados Unidos | 20–14  | Espanha             |                     |                     |
| 2017 Details  | Nantes    | Rússia         | 19–12  | Hungria | Ucrânia        | 15–13  | Países Baixos       |                     |                     |
| 2018 Details  | Bocaue    | Itália         | 16–12  | Rússia  | França         | 21–14  | China               |                     |                     |
| 2019 Details  | Amsterdam | China          | 19–13  | Hungria | França         | 21–9   | Austrália           |                     |                     |
| 2022 Detalhes | Antuérpia |                | França | 16–13   | Canadá         |        | China               | 21–11               | Lituânia            |

### Torneio misto
| 2012 Details | Atenas | França | 14–8 | Argentina | Ucrânia | 15–8 | Chéquia |

## Estatísticas

### Quadro de Medalhas
| Time           | Ouro | Prata | Bronze |
| Sérvia         | 5    | 1     | 0      |
| Estados Unidos | 3    | 1     | 1      |
| França         | 2    | 3     | 3      |
| Rússia         | 1    | 2     | 1      |
| China          | 1    | 0     | 0      |
| Chéquia        | 1    | 0     | 0      |
| Itália         | 1    | 0     | 0      |
| Catar          | 1    | 0     | 0      |
| Hungria        | 0    | 2     | 0      |
| Países Baixos  | 0    | 2     | 0      |
| Ucrânia        | 0    | 1     | 4      |
| Argentina      | 0    | 1     | 0      |
| Letônia        | 0    | 1     | 0      |
| Eslovênia      | 0    | 0     | 2      |
| Austrália      | 0    | 0     | 1      |
| Bélgica        | 0    | 0     | 1      |
| Polônia        | 0    | 0     | 1      |
| Canadá         | 0    | 0     | 1      |